# Боргорозе
Боргорозе (итал. Borgorose) — коммуна в Италии, располагается в регионе Лацио, подчиняется административному центру Риети.
Население составляет 4515 человек, плотность населения составляет 30 чел./км². Занимает площадь 149 км². Почтовый индекс — 02021. Телефонный код — 0746.
Покровительницей коммуны почитается Анастасия Патрикия, празднование 10 марта.